# Simone Tanner Chaumet
Simone Tanner Chaumet (França, 1916 - Bouzareah, 25 de maig de 1962) va ser una activista per la pau francesa i voluntària de l'SCI (Servei Civil Internacional) entre 1943 i 1945 a França i entre 1951 i 1956 a Algèria. El 2011, l'Estat d'Israel li va atorgar el títol de “Justos entre les Nacions” per les seves accions per salvar els infants jueus durant la Segona Guerra Mundial.

## Infància
Simone Tanner Chaumet va néixer durant la Primera Guerra Mundial (1914- 1918), però la seva data i lloc de naixement són desconeguts. Mai va conèixer el seu pare, situació que la va afectar durant l'adolescència. La seva mare es va tornar a casar i es va traslladar a Canes amb la seva família. La relació entre Chaumet i el seu padrastre va ser molt intensa. L'any 1942, Simone va associar-se al CLAJ (Club de lleure, acció i joventut) amb el seu amic Jamy Bissérier i el 1943 en va esdevenir la secretària, associat amb les ''Amistats Cristianes'' al Col du Fanget, Alps francesos. Mentre estava treballant allí va salvar la vida d'infants jueus (François Gelbert, Maurice and Charles Wrobel, Gilbert i Maxime Allouche) durant la Segona Guerra Mundial a França.

## Chaumet i l'SCI
L'SCI va ser molt important per a Chaumet i la seva vida. Simone va estar sempre molt interessada en la notícies de l'SCI i va decidir fer-se voluntària. Va ser molt activa a França entre 1945 i 1950 dins d'aquesta associació i va continuar com voluntària de llarga durada a Algèria entre 1951 i 1956. Es va casar amb el secretari de l'SCI Emile Tanner.

## El seu centre educatiu a Bouzareah
Chaumet va investigar sobre aspectes útils de l'educació mentre era voluntària a l'SCI i va obrir una escola a Bouzareah. Volia ajudar a les persones que no sabien llegir ni escriure i als inants que necessitaven una educació. Va treballar molt contra la ignorància.

## Mort i reconeixements
Va ser assassinada el 25 de maig de 1962 a l'inici de la guerra d'independència d'Algèria. El 7 de maig de 2005 es va instal·lar una placa commemorativa al Col du Fanget. Els infants que ella va salvar (François Gelbert, Gilbert i Maxime Allouche) van estar present durant l'acte commemoratiu. Chaumet també ha estat commemorada a Israel per haver salvat la vida de infants jueus durant la Segona Guerra Mundial a França. Finalment, va ser honorada el 24 d'octubre de 2011 amb el premi Justos entre les Nacions a París.